# Bacone College

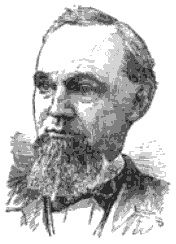
Portrait d'Almon C. Bacone de The National Cyclopaedia of American Biography, Volume III, 1893, page 310

Bacone College est un college privé américain qui se trouve dans la ville de Muskogee, en Oklahoma. Fondé en 1880, le Bacone College est l'établissement d'enseignement supérieur le plus ancien de l'Oklahoma.